# レアンドロ・マリ
レアンドロ・エウヘニオ・マリ（Leandro Eugenio Maly、1976年1月29日 - ）は、アルゼンチンの元男子バレーボール選手。元アルゼンチン代表。

## 来歴
ブエノスアイレス出身。1993年アルゼンチンのオリンピコス・アスール（Olympikus Azul）でキャリアをスタート、その後はイタリアセリエA2のチームでプレーした。代表では、1995年から選出されはじめ、オリンピックは1996年アトランタ五輪および2000年シドニー五輪に出場、シドニーでは4位入賞に貢献した。
その後は、フランス、トルコ、ウクライナのリーグでプレーし、2005年から母国のチームに帰っていた。
2006年にプレミアリーグのJTサンダーズに入団する も、チームが5年ぶりに4強入りを逃したためスケープゴートされる。
その後はトルコ、イラン、イタリアセリエA2でプレーした。

## 球歴
以下は2006年時点のもの
- オリンピック - 1996年、2000年
- 南米選手権 - 1996年、1998年、2000年
- コパ・アメリカ（it:Coppa America di pallavolo maschile）.- 1998年、2000年

## 所属チーム
- オリンピコス・アスール（Olympikus Azul）（1993-1996年）[4]
- ラマス・カステリャーナ・グロッテ（it:New Mater Volley Castellana Grotte）（1996-1997年） [3]
- カフェ・ニンフォーレ・ターラント（it:Taranto Volley）（1997-1999年）[3]
- オリンピコス・アスール（1999-2000年）[3]
- カリファーノ・デッラ・ローヴェレ・ファーノ（it:Virtus Volley Fano）（2000-2001年）[3]
- ポワチエ・バレー（fr:Stade poitevin Volley-Ball）（2001-2002年）[3]
- 不明（2002-2003年）
- エルデミル・スポール（Erdemir Spor Kulübü）（2003-2004年）[4]
- マルコーヒム・マリウポリ（Markokhim Mariupol）（2004-2005年）[4]
- ロサリオ・ソンダー・バレー（Rosario Sonder Voley）（2005-2006年）[3]
- JTサンダーズ （2006-2007年）[3][4]
- 不明（2007-2008年）
- ズィラート銀行（Ziraat Bankasi Ankara）（2008-2009年）[3]
- バンダル・イマム石油化学（Bandar Imam Petrochemical）（2009-2010年）[3]
- カティ・ジオテック・イゼルニア（it:La Fenice Volley Isernia）（2009-2010年）[3]